# Zendagua
Zendagua (Zondagua, Mosquitos; Cendahuas), jedno od plemena iz sjeverozapadne Kolummbije na području gdje se danas nalazi Aguachica. Govorili su jezikom porodice chocoan. Nestali su ubrzo nakon konkviste.
Iza njih su ostali tragovi keramike.